# Långsjön (Skellefteå socken, Västerbotten)
Långsjön är en sjö i Skellefteå kommun i Västerbotten och ingår i Bureälvens huvudavrinningsområde. Sjön har en area på 0,111 kvadratkilometer och ligger 57,1 meter över havet.

## Delavrinningsområde
Långsjön ingår i det delavrinningsområde (718153-175227) som SMHI kallar för Utloppet av Bodaträsket. Medelhöjden är 50 meter över havet och ytan är 29,55 kvadratkilometer. Räknas de 110 avrinningsområdena uppströms in blir den ackumulerade arean 1 028,03 kvadratkilometer. Avrinningsområdets utflöde Bureälven mynnar i havet. Avrinningsområdet består mestadels av skog (61 procent). Avrinningsområdet har 6,83 kvadratkilometer vattenytor vilket ger det en sjöprocent på 23,1 procent.